# John Hillerman
John Benedict Hillerman (ur. 20 grudnia 1932 w Denison, zm. 9 listopada 2017 w Houston) – amerykański aktor, zdobywca Nagrody Emmy i Złotego Globu za rolę w serialu Magnum.

## Życiorys

### Młodość
Hillerman urodził się w Denison w Teksasie, był synem Leonory Joan i Christophera Benedicta Hillermana, właściciela stacji benzynowej. Młody John dorastał w Denison gdzie uczęszczał do St. Xavier’s Academy. Po skończeniu szkoły dostał się na Uniwersytet Teksański w Austin, gdzie przez trzy lata studiował dziennikarstwo. W 1953 roku wstąpił do United States Air Force (sił powietrznych USA), spędził tam cztery lata i dosłużył się stopnia sierżanta. W czasie swojej służby wojskowej pracował z różnymi grupami teatralnymi. Po wyjściu z wojska wyjechał do Nowego Jorku studiować aktorstwo w American Theatre Wing. W 1957 roku zaczął karierę w profesjonalnym teatrze w Middleton w Ohio jako rezydent młodzieńczego Teatru Chautauqua.

### Kariera
Zanim zaczął grać w filmach w 1959 roku występował na Broadwayu i żył z występów w rozmaitych miejscach. Swoje pierwsze kroki w telewizji zaczynał w 1967 roku w serialu Mannix. Potem wystąpił w kolejnych serialach, takich jak: Hawaii Five-O, Kojak, Domek na prerii czy Statek miłości. W każdym z nich pojawił się gościnnie i były to raczej niewielkie role. W 1970 roku zadebiutował w filmie They Call Me MISTER Tibbs! bardzo skromną rólką (nie był nawet wymieniony w napisach). Jego pierwsze występy w filmach raczej nie porażały i nie zapadały w pamięć, gdyż zwykle dostawał mniej znaczące role. Zdarzyło mu się jednak wystąpić w Chinatown Romana Polańskiego czy Płonących siodłach Mela Brooksa. Inne jego godne uwagi filmy to m.in. Ostatni seans filmowy, Mściciel, Szczęściara, W górę rzeki a także komedia Grunt to rodzinka 2.
Choć Hillerman grał w wielu produkcjach, to największą sławę i popularność przyniosła mu rola byłego sierżanta armii brytyjskiej Jonathana Quayle Higginsa III z serialu Magnum. Angielski akcent, którego Hillerman używał grając Jonathana Higginsa nie tylko w Magnumie ale też w innych filmach, nie był naturalny. Pochodzący z Teksasu Hillerman nauczył się go obserwując i słuchając występów Laurence’a Oliviera. Przez rok nabierał na swój fałszywy akcent fanów i kolegów, którzy nie byli w stanie poznać, że jest on tylko udawany. Pod koniec lat osiemdziesiątych wystąpił gościnnie w programie "Comedy Break", gdzie zagrał teksańsko-brytyjskiego tłumacza, jednak niewiele osób z widowni wiedziało, że teksański jest jego naturalnym akcentem a brytyjski jest tylko udawany.
W 2000 roku Hillerman odszedł na emeryturę i zamieszkał w swoim domu w Teksasie. Pogłoski o jego śmierci w 1996 roku były skutkiem pomylenia go z innym Johnem Hillermanem.

## Filmografia

### Filmy
- 1996: Grunt to rodzinka 2 (A Very Brady Sequel) jako dr Whitehead
- 1990: Hands of a Murderer jako dr John Watson
- 1989: Gummibärchen küßt man nicht jako Pfarrer
- 1987: Assault and Matrimony jako Cyril
- 1984: W górę rzeki (Up the Creek) jako Dean Burch
- 1982: Little Gloria... Happy at Last jako Maury Paul
- 1981: Historia świata: Część I (History of the World: Part I) jako Bogacz
- 1979: Opalenizna (Sunburn) jako Webb
- 1979: Institute for Revenge jako Głos I.F.R. (niewymieniony w czołówce)
- 1978: Betrayal jako Victor Slavin
- 1977: Audrey Rose jako Scott Velie
- 1977: Relentless jako Major Leo Hargit
- 1977: Zabijcie mnie, jeśli zdołacie (Kill Me If You Can) 	jako Ben
- 1976: The Invasion of Johnson County jako Major Walcott
- 1975: Szczęściara (Lucky Lady) jako McTeague
- 1975: Ostatnia miłość (At Long Last Love) jako Rodney James
- 1975: Dzień szarańczy (The Day of the Locust) jako Ned Grote
- 1975: Ellery Queen jako Simon Brimmer
- 1974: Płonące siodła (Blazing Saddles) jako Howard Johnson
- 1974: The Nickel Ride jako Carl
- 1974: Chinatown jako Yelburton
- 1973: Mściciel (High Plains Drifter) jako Szewc
- 1973: The Naked Ape
- 1973: The Thief Who Came to Dinner jako Lasker
- 1972: Terror w przestworzach (Skyjacked) jako Walter Brandt
- 1972: Un homme est mort jako Zarządca domu towarowego
- 1972: The Great Man’s Whiskers jako Major Underwood
- 1971: Honky
- 1971: Ostatni seans filmowy (The Last Picture Show) jako nauczyciel
- 1970: They Call Me MISTER Tibbs! jako Reporter (niewymieniony w czołówce)

### Seriale
- 1989: W 80 dni dookoła świata (Around the World in 80 Days) jako sir Francis Commarty
- 1988 – 1991: The Hogan Family jako Lloyd Hogan (1990–1991)
- 1984 – 1996: Napisała: Morderstwo (Murder, She Wrote) jako Jonathan Higgins (gościnnie)
- 1981 – 1988: Simon & Simon jako Jonathan Higgins (1982) (gościnnie)
- 1980 – 1984: Hart to Hart jako Victor Sutter (gościnnie)
- 1980 – 1988: Magnum (Magnum, P.I.) jako Jonathan Quayle Higgins III
- 1979 – 1980: Young Maverick jako McBurney (gościnnie)
- 1977 – 1986: Statek miłości (The Love Boat) jako (gościnnie (1979))
- 1977 – 1981: Soap jako minister (gościnnie)
- 1977 – 1978: The Betty White Show jako John Elliot
- 1977 – 1982: Lou Grant jako Sturbridge (gościnnie)
- 1976 – 1979: Wonder Woman jako Conrad Steigler (gościnnie)
- 1976 – 1977: Serpico jako Raoul Christie (gościnnie)
- 1975 – 1984: One Day at a Time jako pan Conners (1976–1980)
- 1974 – 1983: Domek na prerii (Little House on the Prairie) jako Sterling Murdock (gościnnie)
- 1973 – 1978: Kojak jako Mark Gallant (gościnnie)
- 1972 – 1978: Maude jako Pijak (gościnnie)
- 1968 – 1980: Hawaii Five-O jako Donald Blair (gościnnie)
- 1967 – 1975: Mannix jako Larry Lawton / J.H. Morell / Norman Thompson (gościnnie)

## Nagrody i nominacje
- W latach 1982, 1983, 1985, 1987 i 1988 Hillerman był nominowany do Złotego Globu w kategorii najlepszy aktor drugoplanowy, w 1982 roku zdobył tę nagrodę za rolę w serialu Magnum
- W latach 1984–1987 Hillermana nominowano do Nagrody Emmy w kategorii najlepszy aktor drugoplanowy w serialu dramatycznym za rolę w Magnumie, zdobył ją 1987 roku